# Eurhopalothrix philippina
Eurhopalothrix philippina är en myrart som beskrevs av Brown och Kempf 1960. Eurhopalothrix philippina ingår i släktet Eurhopalothrix och familjen myror. Inga underarter finns listade i Catalogue of Life.